# مارک دونبروفسکی
مارک دونبروفسکی (انگلیسی: Marek Dąbrowski؛ زادهٔ ۲۸ نوامبر ۱۹۴۹) شمشیرباز اهل لهستان بود.
وی در مسابقات کشوری و بین‌المللی در مجموع برندهٔ ۱ مدال طلا، ۴ مدال نقره، ۲ مدال برنز شده‌است.